# 読売新聞西部本社

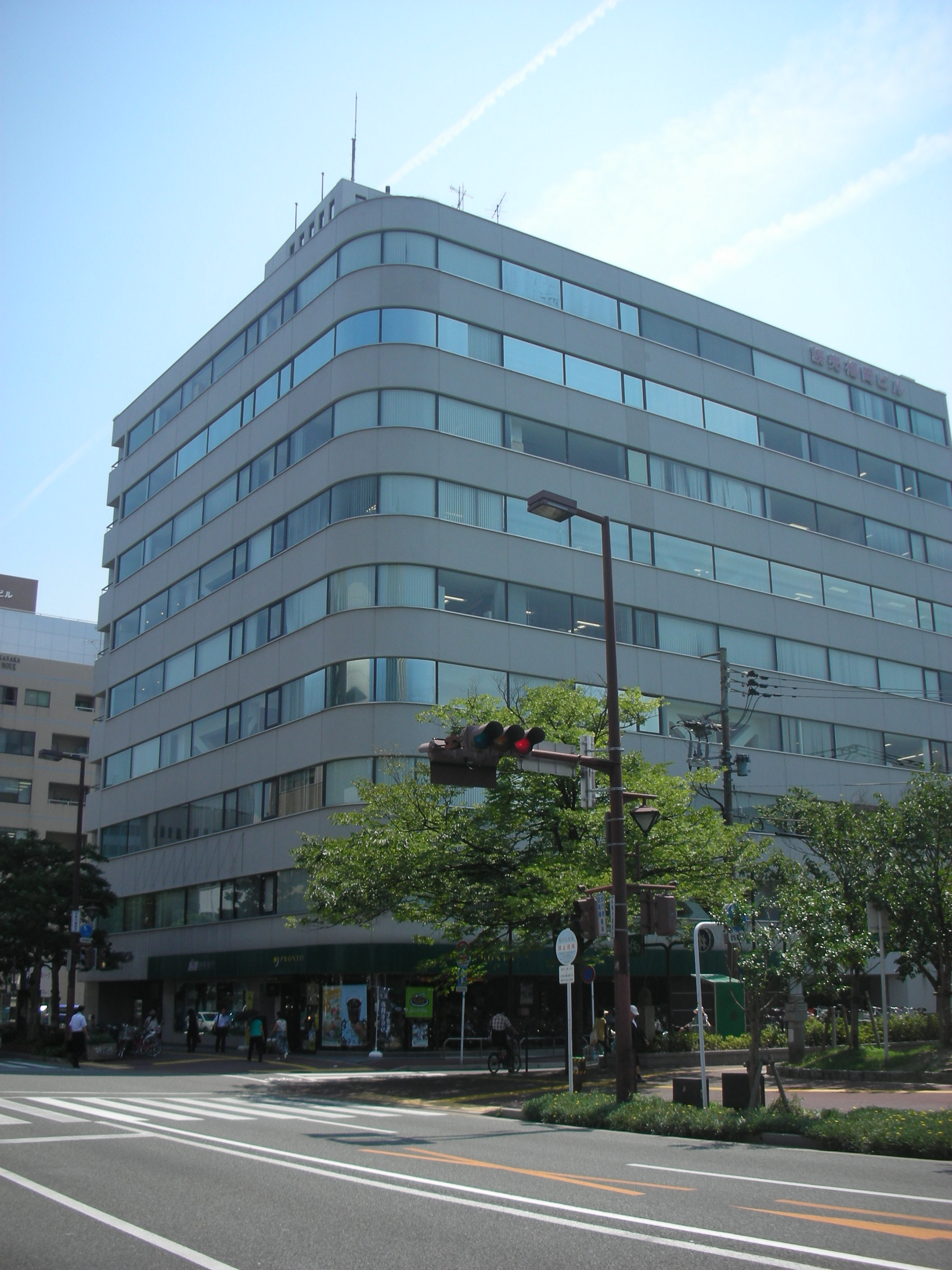
読売福岡ビル（福岡市中央区。北九州市に本社があった時代、このビルに読売新聞福岡総局〔後に福岡総本部〕が入居していた）

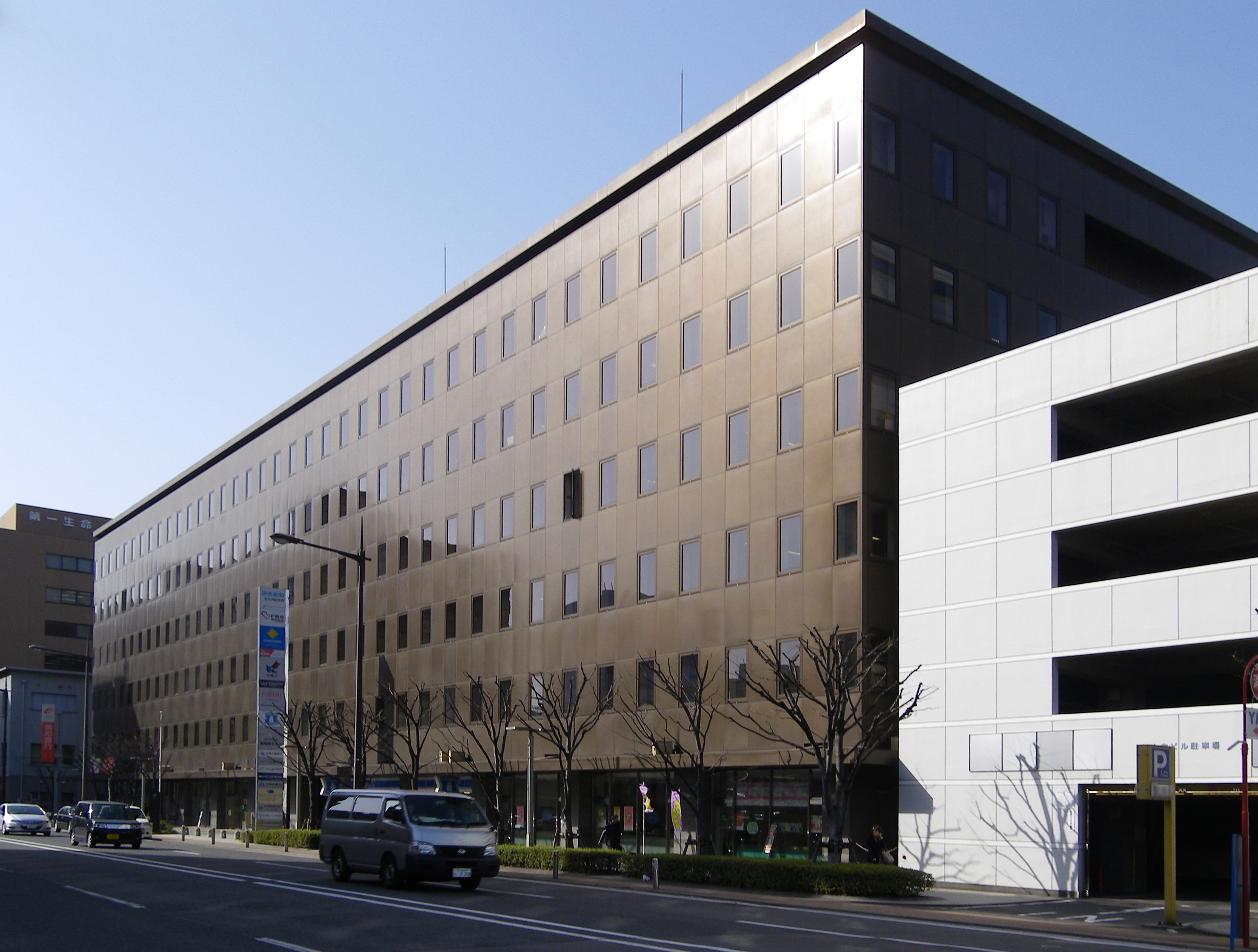
北九州総本部が入居する新小倉ビル（北九州市小倉北区）

株式会社読売新聞西部本社（よみうりしんぶんせいぶほんしゃ）は、福岡県福岡市中央区に本社を置く、九州・山口地方全県向けに読売新聞を印刷・発行する読売新聞の地域本社である。読売新聞東京本社、読売新聞大阪本社と共に読売新聞グループ本社の子会社の一つである。
2014年9月23日に発刊50周年を迎えた。

## 歴史

### 創刊
1964年（昭和39年）9月23日、福岡県北九州市小倉北区砂津中津口（現・明和町1-11）に於いて「読売新聞」の西部版第一号を発刊（それまでは大阪本社が九州本島向けに『九州版』、山口県向けに『山口版』を発行していた）。当時の読売新聞西部本社は、読売巨人軍の運営会社、読売興業株式会社（後に『株式会社よみうり』に商号変更。当時は広義のフランチャイズ契約に同じ）の一事業として発足した。西部本社の設立で、東日本のブロック紙から始まった読売新聞は、全国紙としての体制を整えた。

### 戦時中に九州日報を経営
第二次世界大戦前の1940年（昭和15年）に、東京の読売新聞社は福岡県内で発行されていた「九州日報」（玄洋社系の新聞）の経営権を獲得したが、戦時下における政府・軍部によるマスコミ統制策「一県一紙令」により、九州日報は「福岡日日新聞」に統合され、「西日本新聞」となった。西日本新聞は中日新聞、北海道新聞と異なり、旧福岡日日の紙齢（創刊からの号数）をそのまま引き継ぐなど、福岡日日を衣替えした形をとった。また、「長崎日日新聞」（現在の長崎新聞）の経営にも関わっていた。

### 創刊までの経緯
読売新聞は、1952年に大阪市で大阪讀賣新聞社（現：読売新聞大阪本社）を設立し、念願の西日本進出を果たした。その後、東京の読売新聞社（現：読売新聞東京本社）が1959年に北海道札幌市に読売新聞北海道支社を、1961年に富山県高岡市に読売新聞北陸支社をそれぞれ設置して現地印刷を始めたが、九州には読売新聞の発行本社がなく（ただし、大阪本社が1952年の創刊当初から西部版創刊までの間九州版として発行していた時代があった）、1962年、当時の読売本社会長・正力松太郎は、当時の大阪読売社長・務臺光雄に読売新聞の九州進出を命じた。務臺は名古屋市への読売進出を願望していたが、最終的に正力の計画だった九州に発行本社を置くことになった。読売の九州進出は先述の九州日報買収で実現したものの、新聞統制で福岡日日新聞と統合して「西日本新聞」となったため、改めて正力は九州進出を提唱した。戦前の九州は、北九州が日本の「西部」の中枢都市であったことや、1970年まで西日本（中国・四国・九州）で最大の都市でもあったことから、朝日新聞と毎日新聞の西部本社が所在する小倉市（現在の北九州市小倉北区）に読売も九州の拠点を置くことを決めた。1962年、小倉市に事業に必要な社屋を建てる用地を確保。新聞発行業務を読売興業に委ねる形にした。そして、創刊間近の1964年9月、社屋ビルが完成し、9月23日付から読売新聞西部版の第1号が発行された。創刊当初は、大阪本社で製作された紙面をファクシミリで北九州に送り、北九州で製版して印刷する方式だった。

### 地元放送局のネット再編
読売新聞の九州進出が発端となって、西日本新聞を発行する「西日本新聞社」はこれに反発した。その後5～6年にわたって続く、山口県を巻き込んだ、テレビ放送の再編にまで発展した。以下、要点を述べる。
1. 1958年8月に開局した西日本新聞グループのテレビ西日本(TNC)は、当時の資本関係で日本テレビ（以下、日テレ）の系列下にあった。一方、山口放送(KRY)も日テレ系列下だったが、1961年（読売西部本社事業開始前）に開局した、KRYが運営するもう一つのテレビ局・関門テレビ局（KRY関門テレビジョン放送支局、JOPM-TV）は、TNCとエリアが重複するため、KRY本局とは全く別の番組を編成していた（山口放送#テレビネットワークの変遷を参照）。
2. 別項にも記載の通り、西日本新聞の沿革には読売新聞が関わっており、読売の九州進出まで両者は協力関係にあった。しかし、西日本新聞は正力が打ち出した読売の九州進出によって、TNCが読売の広告媒体として利用されることを危惧した。また、西日本新聞社内でも合併前の九州日報系（読売と親密、産経と疎遠）と福岡日日新聞系（読売と対立、産経と親密）とで、読売新聞および後述の産経新聞との関係性に温度差があった。
3. 福岡日日新聞系の役員を中心に読売の九州進出に反発した西日本新聞の意向で、TNCは1963年に、読売新聞・日本テレビの反対を押し切りフジテレビから要請された『三匹の侍』のマイクロネットを受け入れ、翌1964年10月、フジテレビ系列下に移行した。西日本新聞はフジサンケイグループの産経新聞とは主義・主張が正反対だったが、古くから販売・人的な面などで協力関係にあったことが、フジ系移行の決め手となった。そのあおりで、それまでフジテレビ系と日本教育テレビ（NET、現：テレビ朝日）とのクロスネットとして両局の番組を放送していた九州朝日放送（KBC）は、系列を一本化してNET系列の九州地区フルネット第1号となる（九州朝日放送#ネットワークの変遷を参照）。これに伴い、関門テレビ局は、KRY本局と同じ日テレ系列中心の番組編成ができるようになった[注 2]。
この1局2波体制のため、西部版創刊当初の山口放送のテレビ欄（福岡・山口版）では、番組表も「KRY山口 関門局」「KRY山口 徳山・萩・岩国局」とで分けて掲載していた[注 3]
4. 一連の動きに取り残された形になったTBS系列（JNN）のRKB毎日放送の一部株主が反発。UHF帯を親局とする民放テレビ局が本格的に開局できるようになったのを機会に、読売新聞などと組んで福岡放送（FBS）を設立。1969年4月、まず、福岡市と久留米市周辺で放送を開始した（北九州市はKRYとの調整もあり少し遅れた）。西日本新聞も地元財界の求めに応じて出資したが、FBSは現在事実上読売系列下にある。

### 発行部数
1964年の創刊以降、毎日新聞、朝日新聞とも激しいシェア争いを繰り広げており、西部本社は現在、福岡県においては西日本新聞に次ぐ部数のシェアとなっている。1998年からは『スポーツ報知』の発行を開始した。

### 福岡市に移転
読売新聞が九州に進出してから、福岡都市圏や南九州では高いシェアを確立したのに加え、福岡都市圏での人口の伸びや高速道路の整備によるトラック輸送網の拡充により、2004年1月1日、福岡市中央区赤坂1-16-5の「読売新福岡ビル」に本社機能を全面移転した（これより先に、朝日新聞西部本社が1996年編集・製作部門を福岡市の朝日新聞福岡本部に移転した）。
大阪読売は、1952年の創刊と同時に福岡市に「九州総局」を設置した。しかし、朝日・毎日は当時交通手段を鉄道に頼っていた時代、鉄道路線の分岐点であった北九州に西部本社を構え、それに正力松太郎の方針で読売も北九州に西部本社を置いた。その後、輸送手段がトラック輸送に変わり、福岡市への中枢機能の集中や福岡市が九州で最大の都市になったのも福岡移転の理由でもある。

### グループ再編
福岡市への本社移転に先立ち2002年7月1日、読売新聞のグループ再編で、株式会社よみうりが運営していた読売新聞西部本社は、「株式会社読売新聞西部本社」として独立し、株式会社読売新聞グループ本社（持株会社。旧株式会社読売新聞社が持株会社と東日本の地域本社『読売新聞東京本社』に分割）の完全子会社となった。なおこのよみうりの持ち株会社への吸収により、同じよみうりの傘下にあった中部本社は東京本社に統合され、「中部支社」へと格下げになっている。
2020年10月30日付で創刊からの紙齢が20000号達成した。

### ジャイアンツおよびホークスとの関係
2000年のプロ野球NPB日本選手権シリーズは、読売ジャイアンツと当時の福岡ダイエーホークスの組み合わせとなり、ジャイアンツが勝ったが、当時の監督がジャイアンツの一時代を築いた長嶋茂雄と王貞治だったこともあり、その後、福岡県内では、「反読売、反長嶋」の動きが強まった。他社にシェアを奪われることを恐れた西部本社は、地元の日本テレビ系列の民放テレビ局・福岡放送(FBS)への配慮もあり、それ以降、東京本社などとは一定の距離を置き、それまでのジャイアンツ一辺倒から、福岡ソフトバンクホークスも積極的に応援する姿勢に改めた。
この時、片側に読売新聞が製作した巨人応援内容、もう片側を西日本新聞が製作したダイエー応援内容とした見開き広告が両紙に掲載され、それぞれの題字が掲載された。珍しく日常対立していた2社が共同で「ON対決」の前景気を煽っていた。
自社製作能力が弱いスポーツ報知九州版はまだジャイアンツびいきの姿勢が強いが、西部本社版の読売新聞では、ホークスの記事がジャイアンツの記事とほぼ同等の扱いとなっている（大阪本社版でも日本テレビ系列の準キー局の読売テレビ(ytv)や系列局の広島テレビ(HTV)への配慮として、阪神タイガース、広島東洋カープおよびオリックス・バファローズの記事を大きく取る傾向が見られる）。みずほPayPayドーム福岡にも一般スポンサーとして広告を出している。
ちなみに、福岡県内向けのテレビ欄においては、2008年までホーム（ヤフードーム（当時。現・みずほPayPayドーム福岡）、北九州市民球場）のホークス戦中継のところにその試合のチケットの売れ行き状況が載っており、「当日券あります!」「当日券残りわずか!」「おかげさまで完売!」という字が躍った。

### 国会図書館
国立国会図書館には全国の新聞が所蔵されているが、読売新聞の西部本社発行版は発行本社が福岡市に移転して以降も、福岡都市圏版ではなく、2003年まで発行本社があった北九州市を対象とした北九州版を所蔵している。マイクロフィルムについては、1964年9月23日発行の第1号より東京本館と関西館の両方で所蔵している。

## 業績推移
| 決算年度 | 売上高 | 経常利益 | 当期純利益 |
| -------- | ------ | -------- | ---------- |
| 2005年度 | 32,838 | 198      | 5,625      |
| 2006年度 | 32,116 | 266      | 180        |
| 2007年度 | 31,627 | ▲165     | ▲103       |
| 2008年度 | 29,991 | ▲1,746   | ▲6,578     |
| 2009年度 |        |          |            |
| 2010年度 | 28,791 | 244      | 178        |
| 2011年度 | 28,609 | 334      | 316        |
| 2012年度 | 28,348 | 255      | 215        |
| 2013年度 | 27,967 | 221      | 169        |
| 2014年度 | 26,981 | 215      | 193        |
| 2015年度 | 26,274 | 532      | 507        |
| 2016年度 | 25,492 | 46       | 448        |
| 2017年度 | 23,815 | 46       | 154        |
| 2018年度 | 23,005 | ▲75      | 279        |
| 2019年度 |        |          |            |
| 2020年度 |        |          |            |
| 2021年度 |        |          |            |
| 2022年度 | 12,905 | ▲750     | ▲749       |
| 2023年度 | 11,900 | ▲1,707   | ▲1,710     |
| 2024年度 | 11,208 | ▲1,810   | ▲1,817     |

※単位：百万円

## 本社所在地
- 福岡市中央区赤坂1-16-5 〒810-8581
本社正面ロビーには西部本社発刊に貢献した務臺光雄の胸像が設置されている。

北九州総本部
- 北九州市小倉北区米町2-2-1 新小倉ビル

### 旧本社跡地
旧本社跡地（北九州市小倉北区明和町）は旧理工専門学校跡とともに解体・更地化され、商業施設「アクロスプラザ小倉」として再開発された。主なテナントは以下のとおり。
- ザ・ビッグエクスプレス小倉足立店（旧ダイエーグルメシティ小倉足立店）
- 西松屋アクロスプラザ小倉店
- 洋服の青山アクロスプラザ小倉店
- びっくりドンキー小倉中津口店

中津口交差点に面した一角には、西部第1号1面の紙面が焼き付けられた碑が建てられ、かつてここに読売新聞西部本社があったことを伝えている。

## 総局・支局
島根県石見地方に於いては大阪本社管轄の松江支局が取材を担当し、西部本社は発行と販売のみを担当していたが、2013年5月1日より、発行と販売も大阪本社となった。
総局
山口
支局
- 福岡県：福岡東（古賀）、筑紫（太宰府）、筑豊（飯塚）、久留米
- 山口県：下関、周南、宇部、岩国
- 佐賀県：佐賀、鳥栖
- 長崎県：長崎、佐世保
- 熊本県：熊本
- 大分県：大分、中津、日田
- 宮崎県：宮崎、延岡
- 鹿児島県：鹿児島
- 沖縄県:那覇

## 西部本社グループ
下記は、西部本社の子会社である。

### 新聞
- スポーツ報知西部本社

### 販売
- 読売西部アイエス
- 読売西部情報開発

### 広告
- 読売広告西部

### サービス
- 読売西部サービス

### 文化・教養
- よみうりFBS文化センター

## 印刷工場
- 鳥栖、北九州

両市とも、読売新聞社完全出資子会社の株式会社プリントメディア西部が運営（以前は鳥栖工場は「株式会社九州オール印刷」から事業譲渡を受けた「株式会社鳥栖プリントメディア」、北九州は「株式会社西部オール印刷」がそれぞれ運営し、2009年に各社合併で「プリントメディア西部」の運営となった）。
- 宮崎

2019年7月20日付朝刊から、宮崎日日新聞社の印刷工場「宮崎日日新聞佐土原センター」（宮崎市佐土原町東上那珂石塚）にて、宮崎・鹿児島両県向けの読売新聞朝刊を受託印刷。

## 夕刊の有無
- 夕刊発行地域（セット版）は福岡県のうち福岡都市圏・北九州都市圏、山口県西部、沖縄県の3県（一部地域除く）[3]である。
- 佐賀県、長崎県、熊本県、大分県、宮崎県、鹿児島県、並びに上記3県のセット版当該地域以外は朝刊のみ（統合版）である。
- その他、佐賀駅・熊本駅・鹿児島中央駅でも夕刊の早刷り版が販売されているが、これらの地域の番組表の差し替え収録はしていない。
- なお、大分県もかつて夕刊が発行されていたが、2014年4月30日をもって夕刊の発行を休止し、県全域が統合版のみの発行となる。
- 夕刊のスクリーントーンは少なくとも1993年12月1日発行で青紫色・白の縦じま模様が登場するまでは大阪本社同様に貼られていなかった。その後、2008年3月の紙面刷新で題字下の発行所欄の箇所に朝刊は黄土色、夕刊は青紫色のトーンを入れている。

## 版建て
朝刊
- 12版（早版）、12版●、13S、13S●、14版（最終版）

夕刊
- 3版（早版）、3版●、4版（最終版）
最終版の配布エリアは福岡市を中心とした福岡都市圏と北九州市を中心とした北九州都市圏（一部地域除く）。
2016年4月1日付から、版建ての見直しにより、「13版」が発行されていた地域は「12版●」に格下げされる形で廃止され、久留米市などの一部で「14版」が発行されていた一部地域は「13S●」に格下げされた。

## 地方版
福岡県
- 福岡版
- 北九州版
- 京築版
- 筑豊版
- 筑後版

山口県
- 山口版
- 下関版
- 周南版
- 岩柳版

長崎県
- 長崎版
- 佐世保版

その他の県版
- 佐賀版
- 熊本版
- 大分版
- 宮崎版
- 鹿児島版

なお、石見版は2009年6月1日付を以って大阪本社の管轄に変更された。
熊本県に関しては「熊本北版」（熊本市などの地域）と「熊本南版」（八代市、水俣市などの地域）の南北に分かれる形で発行されていたが、2016年4月1日より「熊本版」に統一された。
宮崎県に関しては「宮崎南版」と「宮崎北版」が存在し、中面の番組表が南版は福岡放送と九州朝日放送が、北版が大分の放送局がそれぞれ掲載されていたが、宮崎ケーブルテレビの再送信放送局が福岡局から鹿児島局に変更された当日にあたる2008年8月5日以降は「宮崎版」に統一され、北版から大分の放送局が削除された。

## デジタルメディア
- 福岡ふかぼりメディア ささっとー

　　2019年9月に開設したニュースサイト。福岡をテーマにした話題を取り上げている。

## テレビ・ラジオ欄
朝刊
- 最終面各地区共通の掲載
  - 総合 NHK Eテレ（これだけがフルサイズ）
  - NHK BS（これ以下はハーフ、ないしはクオーターサイズ）
  - NHK BSプレミアム4K（岩周版は中面）
  - BS日テレ
  - BS朝日（岩周版は中面）
  - BS-TBS
  - BSテレ東
  - BSフジ
  - BS11 イレブン
  - BS12 トゥエルビ

- 中面各地区共通の掲載
  - ラジオ欄：NHK 第1、NHK 第2、NHK-FM、ラジオNIKKEI（ラジオNIKKEIは一部地域では非掲載）
  - BSデジタル：放送大学テレビ、同ラジオ、BS松竹東急、BS10、BS10スターチャンネル、日本映画専門チャンネル、ディズニー・チャンネル、NHK BS8K、民放系4K、WOWOWプライム・ライブ・シネマ・プラス、J SPORTS1-4、BSよしもと
  - CSデジタル：日テレジータス、日テレNEWS24、日テレプラス、チャンネルNECO、時代劇専門チャンネル、LaLaTV
- NHK BSとBSP4Kは、一部地域では中面に掲載されている（山口県の一部など）。
- 長崎県版と鹿児島県版の第2テレビ欄には、それぞれ両県に離島があり、日中以降に朝刊が配達される地域があることを考慮して「あすのテレビ番組欄」が掲載されている。なお、「あすのテレビ番組欄」は宮崎県版にも掲載されている。
- 大分県は日本テレビ（NNN・NNS双方加盟）・フジテレビ（FNN・FNS双方加盟）系列のクロスネット局であるテレビ大分[注 4]が、宮崎県はフジテレビ系列メイン（FNN・FNS双方加盟）かつ、日本テレビ（NNNのみ加盟・NNSは非加盟）・テレビ朝日系列（ANNのニュース部門のみ加盟、テレビ朝日ネットワークには非加盟）のトリプルネット局のテレビ宮崎が民放の1番目に掲載されている。
  - また長崎県・鹿児島県でも民放の1番目が日本テレビ系（前者が長崎国際テレビ、後者は鹿児島読売テレビ）、2番目がフジテレビ系（前者はテレビ長崎[注 5]、後者は鹿児島テレビ[注 6]）を掲載しているが、以上は読売新聞社や日本テレビなどの資本関係および、かつてテレビ長崎と鹿児島テレビが同様に日テレ・フジのクロスネットだった名残によるものである。特にテレビ長崎はフジテレビ系列フルネット局になった2024年現在も読売新聞グループ本社が筆頭株主となっており、逆に現在の日本テレビ系列局である長崎国際テレビは、フジテレビの持株会社であるフジ・メディア・ホールディングスやFNNの準キー局のカンテレが大株主になっている。
- なお、佐賀県は元から県域民放が1つしかないためサガテレビ（フジテレビ系）が民放の最初で、福岡県の局は2番目以降となっている。
- 2012年4月1日付から、BSデジタル放送の増加（その多くはCSからBSに移行）に伴う紙面スペースの都合によりラジオ欄のサイズがハーフサイズから1/4サイズに変更された。
- 日テレジータス他日本テレビ系CS放送番組欄の上部には、これらのチャンネルがスカパー!やケーブルテレビで視聴できる旨のお知らせと、その問い合わせ電話番号を記載している。
- 2017年4月1日付から、これまで最終面に掲載されていたWOWOWプライムが中面に移動し、中面に掲載されていたBS11と掲載位置を入れ替えた。

| 県         | 版建て                 | 最終面                                                            | 最終面                                                                                                  | 中面 | 中面 | 中面 |
| 県         | 版建て                 | 地上波                                                            | 地上波                                                                                                  | 地上波 | ラジオ |      |
| 県         | 版建て                 | フルサイズ                                                        | ハーフサイズ                                                                                            | ハーフサイズ | ハーフサイズ |      |
| ---------- | ---------------------- | ----------------------------------------------------------------- | --- | --- | --- | ---- |
| 福岡県     | 福岡版 筑後版          | - FBS福岡 - KBC九州朝日 - RKB毎日 - TNC テレビ西日本 - テレQ      | | - KAB熊本朝日（フル） - くまもと県民テレビ - RKK熊本 - TKUテレビ熊本 - サガテレビ - TOSテレビ大分 - OBS大分                                                                          | - KBC 九州朝日 - RKB 毎日 - KRY 山口（北九州版のみ） - FM福岡 - CROSS FM - Love FM - FM山口（福岡・筑後版のみ） |      |
| 福岡県     | 北九州版 京築版 筑豊版 | - FBS福岡 - KBC九州朝日 - RKB毎日 - TNC テレビ西日本 - テレQ      | - TYSテレビ山口（フル） - YAB山口朝日（フル） - KRY山口（フル） - TOSテレビ大分 - OBS大分 - OAB大分朝日 | | - KBC 九州朝日 - RKB 毎日 - KRY 山口（北九州版のみ） - FM福岡 - CROSS FM - Love FM - FM山口（福岡・筑後版のみ） |      |
| 佐賀県版   | 佐賀県版               | - サガテレビ - FBS福岡 - KBC九州朝日 - RKB毎日                    | - TNCテレビ西日本 - テレQ                                                                               | - くまもと県民テレビ - RKK熊本 - TKUテレビ熊本 - KAB熊本朝日 - NIB長崎国際（フル） - NBC長崎 - KTNテレビ長崎 - NCC長崎文化                                                           | - NBC 佐賀 - KBC 九州朝日 - RKB 毎日 - FM佐賀 - FM福岡 - CROSS FM - LOVE FM                                     |      |
| 長崎県     | 長崎版                 | - NIB長崎国際 - KTNテレビ長崎 - NBC長崎 - NCC長崎文化             | - STSサガ - くまもと県民テレビ                                                                          | - RKK熊本 - KBC九州朝日 - TNCテレビ西日本 - KAB熊本朝日 - RKB毎日 - テレQ - TKUテレビ熊本 - FBS福岡 - あすのNHK総合 - あすのNHKEテレ - あすのNIB - あすのKTN - あすのNBC - あすのNCC | - NBC 長崎 - KBC 九州朝日 - RKB 毎日 - FM長崎                                                                   |      |
| 長崎県     | 佐世保版               | - NIB長崎国際 - KTNテレビ長崎 - NBC長崎 - NCC長崎文化             | - サガテレビ - FBS福岡                                                                                  | - KBC九州朝日 - RKB毎日 - TNCテレビ西日本 - テレQ - くまもと県民テレビ - あすのNHK総合 - あすのNHKEテレ - あすのNIB - あすのKTN - あすのNBC - あすのNCC                              | - NBC 長崎 - RKK 熊本 - KBC 九州朝日 - RKB 毎日 - FM長崎 - FM佐賀 - FM福岡                                      |      |
| 熊本県     | 県北部版               | - くまもと県民テレビ - RKK熊本 - TKUテレビ熊本 - KAB熊本朝日      | - FBS福岡 - KBC九州朝日                                                                                 | - テレQ - RKB毎日 - TNCテレビ西日本 - サガテレビ - NIB長崎国際（フル） - KTNテレビ長崎 - NCC長崎文化 - NBC長崎                                                                       | - RKK 熊本 - KBC 九州朝日 - RKB 毎日 - FM熊本 - FM福岡                                                          |      |
| 熊本県     | 県南部版               | - くまもと県民テレビ - RKK熊本 - TKUテレビ熊本 - KAB熊本朝日      | - NIB長崎国際 - NBC長崎                                                                                 | - KYT鹿児島読売 - KTS鹿児島テレビ - MBC南日本 - KKB鹿児島 - KTNテレビ長崎 - NCC長崎文化 - FBS福岡 - KBC九州朝日 - テレQ - RKB毎日 - TNCテレビ西日本                                  | - RKK 熊本 - MBC 南日本 - FM熊本                                                                                |      |
| 大分県版   | 大分県版               | - TOSテレビ大分 - OBS大分 - OAB大分朝日                           | - FBS福岡 - TNCテレビ西日本 - KBC九州朝日 - RKB毎日 - テレQ                                             | - KRY山口（フル） - TYSテレビ山口（フル） - YAB山口朝日（フル） - RNB南海 - EBC愛媛 - ITVあいテレビ                                                                                  | - OBS 大分 - KBC 九州朝日 - RKB 毎日 - FM大分 - FM福岡                                                          |      |
| 宮崎県版   | 宮崎県版               | - UMKテレビ宮崎 - MRT宮崎 - KYT鹿児島読売 - KTS鹿児島テレビ       | - MBC南日本 - KKB鹿児島                                                                                 | - くまもと県民テレビ（フル） - KAB熊本朝日（フル） - RKK熊本（フル） - TKUテレビ熊本（フル） - あすのNHK総合 - あすのUMK - あすのMRT                                                 | - MRT 宮崎 - JOY FM                                                                                             |      |
| 鹿児島県版 | 鹿児島県版             | - KYT鹿児島読売 - KTS鹿児島テレビ - MBC南日本 - KKB鹿児島放送     | - UMKテレビ宮崎 - MRT宮崎                                                                               | - くまもと県民テレビ（フル） - KAB熊本朝日 - RKK熊本 - TKUテレビ熊本 - あすのNHK総合 - あすのNHKEテレ - あすのKYT - あすのKTS - あすのMBC - あすのKKB                                | - MBC 南日本 - μFM - MRT 宮崎                                                                                   |      |
| 山口県     | 下関版                 | - KRY山口 - TYSテレビ山口 - YAB山口朝日 - TNCテレビ西日本         | - KBC九州朝日 - テレQ - FBS福岡 - RKB毎日                                                               | - TOSテレビ大分（フル） - OBS大分（フル） - OAB大分朝日（フル） | - KRY 山口 - KBC 九州朝日 - RKB 毎日 - FM山口 - FM福岡 - CROSS FM                                               |      |
| 山口県     | 山口版                 | - KRY山口 - TYSテレビ山口 - YAB山口朝日 - TNCテレビ西日本 - テレQ | | - RKB毎日（フル） - FBS福岡 - KBC九州朝日 - OBS大分 - TOSテレビ大分 - OAB大分朝日 - BSS - TSKさんいん中央 - NKT日本海                                                                | - KRY 山口 - KBC 九州朝日 - RKB 毎日 - RCC 中国 - FM山口 - FM福岡                                               |      |
| 山口県     | 岩周版                 | - KRY山口 - TYSテレビ山口 - YAB山口朝日                           | - RCC中国 - HTV広島 - HOME広島ホーム - TSSテレビ新広島 - TNCテレビ西日本 - テレQ                        | - FBS福岡 - KBC九州朝日 - RKB毎日 - RNB南海 - ITVあいテレビ - EBC愛媛 - OBS大分 - TOSテレビ大分 - OAB大分朝日                                                                        | - KRY 山口 - RCC 中国 - KBC 九州朝日 - FM山口 - FM福岡                                                          |      |

夕刊
夕刊については、全て最終面に掲載されている。
また、西部本社以外（東京、大阪、北海道、北陸）で発行されている夕刊には掲載されているWOWOWライブ、同シネマ、日テレジータス、日テレプラスについては西部本社版では掲載されていない。
| 県     | 最終面                                                                       | 最終面                        | 最終面 | 最終面                                                                                                 |
| 県     | 地上波                                                                       | BSデジタル                    | BSデジタル | ラジオ                                                                                                 |
| 県     | フルサイズ                                                                   | ハーフサイズ                  | クォーターサイズ | クォーターサイズ                                                                                       |
| ------ | ---------------------------------------------------------------------------- | ----------------------------- | --- | --- |
| 福岡県 | - 総合 NHK Eテレ - FBS福岡 - KBC九州朝日 - RKB毎日 - TNCテレビ西日本 - テレQ | - NHK BS - NHK BSプレミアム4K | - WOWOWプライム - BS日テレ - BS朝日 - BS-TBS - BSフジ - BSテレ東 - スターチャンネル1 - BS11 イレブン - BS12 トゥエルビ | - NHK第1 - NHK第2 - KBC 九州朝日 - RKB 毎日 - KRY 山口 - NHK-FM - FM福岡 - CROSS FM - Love FM - FM山口 |